# Edward Goodrich Acheson

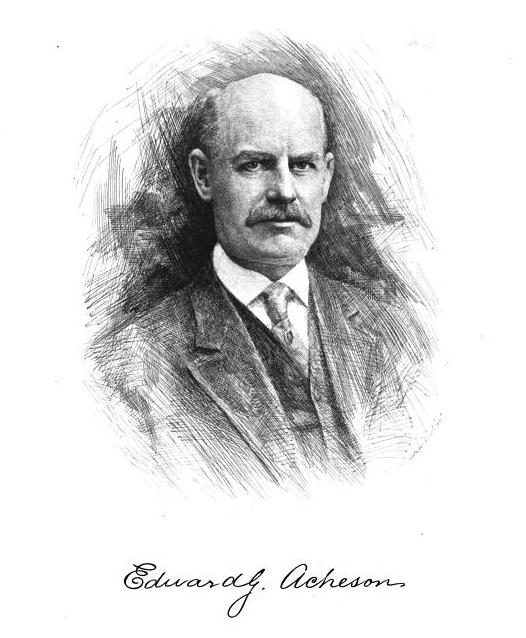
Edward Goodrich Acheson.

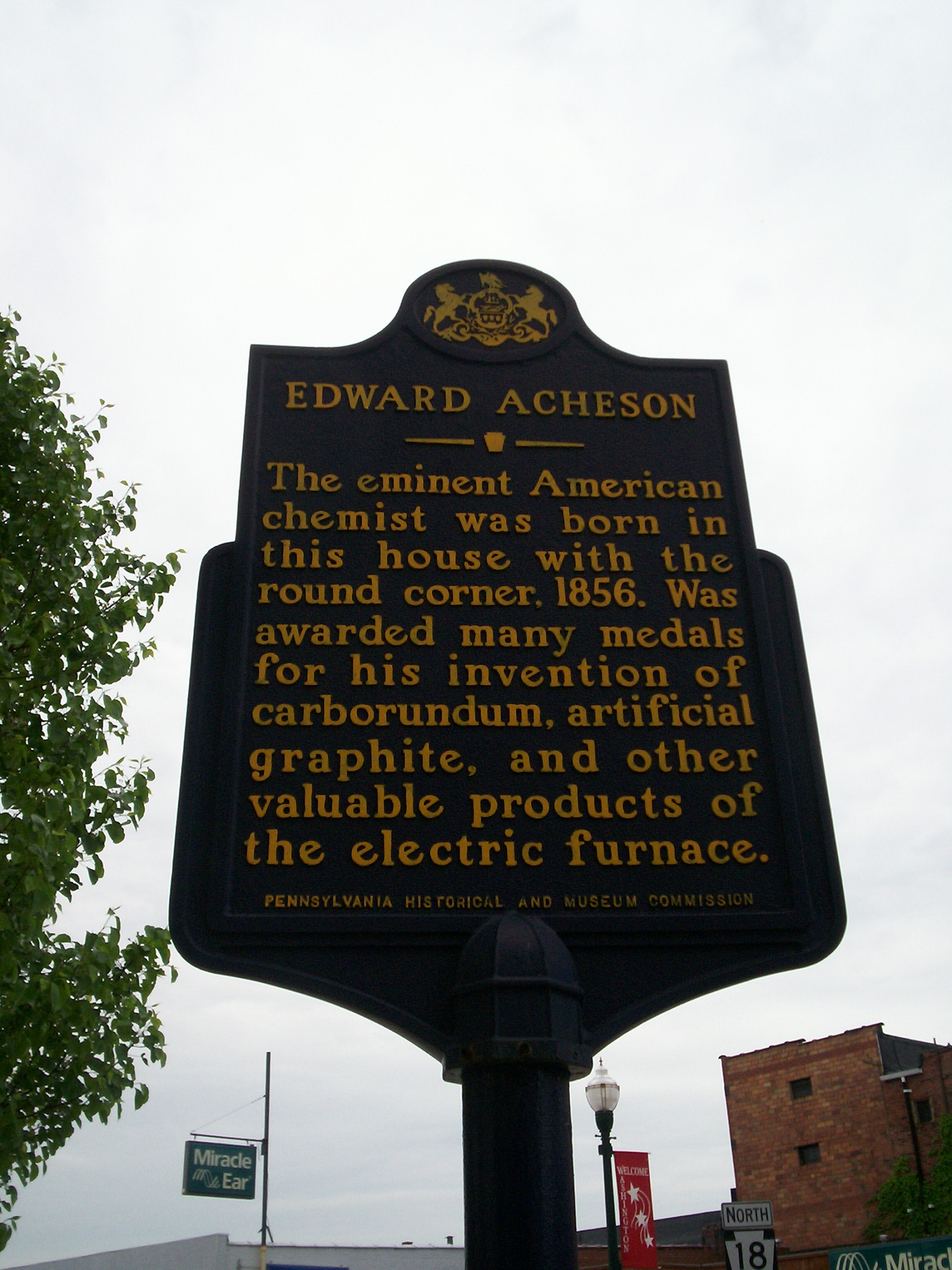
Minnestavla vid platsen för Achesons födelse.

Edward Goodrich Acheson, född 9 mars 1856 i Washington, Pennsylvania, död 6 juli 1931, var en amerikansk uppfinnare och kemist.

## Biografi
Acheson var 1880-1881 assistent hos Thomas Edison, och uppfann bland annat en bergborrmaskin, en dynamomaskin (liknande den av Werner von Siemens), carborundum, siloxicon (1903; en blandning av  kol, kisel och syre) och konstgjord grafit, så kallad Acheson-grafit, och grafitsmörjmedel.
Som anställd hos Edison installerade han för Edisonbolagets räkning de första elektriska belysningsanläggningarna i Italien, Holland och Belgien.
Acheson blev 1909 hedersdoktor vid Pittsburgs universitet, var medlem av Svenska Teknologföreningen och tilldelades en mängd priser och medaljer. Bland dem märks Rumfordpriset 1907 och Perkinmedaljen 1910.